# КУД „Дејан Јовановић Деша” Тешица
КУД „Дејан Јовановић Деша” Тешица је Културно-уметничко друштво из Тешице, основано 1946. године под именом „Раде Благојевић”.

## Историјат
КУД се убраја у најстарија, аматерска културно уметничка друштва у овом делу земље. По оснивању Дрштво је имало пет секција: музичку, драмску, фолклорну, рецитаторску и певачку. Иначе, пре Другог свестског рата у Тешици је постојало Соколско удружење. И они су имали пет секција у којој су предњачили тамбураши. Касније, своје име је променило у име познатог етнолога, доктора Тихомира Ђорђевића, који је основну школу похађао у Тешици.

## КУД данас
Тек почетком 90-их година 20. века мења назив чије име и данас носи. Дејан је био члан КУД-а и руководилац музичке секције, а који је настрадао у рату тих година.
Због индустријализације наше земље после рата, дошло је до велике миграције сеоског становништва у град, претежно младих. То је довело до смањења чланова КУД-а и перманентног гашења свих секција, осим фолклорне, која још увек егзистира. Данас КУД „Дејан Јовановић Деша” броји више од 50 чланова узраста од 5 до 30 година, не само из Тешице, већ и неколико подјастребачких села. Од свог оснивања до данас, учествовали су на разним манифестацијама, почев од општинских, окружних, регионалних, па до републичких у акцијама „Знање имање” и „Сусрети села Србије”.
Уз организацију и сарадњу удружења жена „Супер жене” из Тешице, од 2019. године у Тешици одржавају манифестацију под именом „Червишијада”. 

## Признања и награде
Готово да се не памти да су се некада вратили без неког признања. Посебно место у витринама заузима Октобарска награда општине Алексинац, у области културе као и две повеље са освојеног трећег места 1987. године у Лебану у акцији „Знање имање” и друго место 1996. године у Јагодини на манифестацији „Сусрети села Србије”. На „Бостанијади” у Пејковцу, 2016. године друштво је освојило прво место, пехар и новчану награду. Исти успех је постигло и на фолклоријади „Игром до пехара” за време одржавања Етно сајма у Нишкој Бањи, уз велику конкуренцију од чак 20 културно уметничких друштава. Такође, у Нишкој Бањи, на истој манифестацији, учествовали су и наредних 6 година освојивши како прво, али тако и друго место. 